# Jean-Jacques Rosa
Pour les articles homonymes, voir Rosa.
Jean-Jacques Rosa, né le 3 janvier 1941, est un économiste français, professeur émérite à l'Institut d'études politiques de Paris. Il est surtout connu pour ses prises de position contre l'euro.

## Biographie

### Jeunesse et études
Jean-Jacques Rosa soutient en 1970 une thèse de doctorat en économie intitulée Le dualisme dans le processus de developpement à l'université de Paris. 

### Parcours professionnel
Jean-Jacques Rosa a enseigné à l'Institut d'études politiques de Paris. Il y dirige le MBA, un DESS, ainsi qu'un  diplôme d'établissement dédié à la finance et aux marchés financiers. Il en est aujourd'hui professeur émérite.
Il a été secrétaire général du Club Jean-Moulin de 1968 à 1970.
En 1977, il participe à la fondation des Nouveaux économistes, qu'il quitte après une dispute.
D'orientation libérale, il est partisan d'une « sortie » de l'euro,,. Il est l'un des responsables français de POMONE avec Alain Cotta, Jean-Pierre Gérard, Roland Hureaux, Philippe Murer, Michel Robatel et Gérard Lafay. 
En 2012, il signe l'Appel de Dusseldorf de Roland Hureaux, avec les économistes français de POMONE, ainsi que le juriste allemand Karl Albrecht Schachtschneider et l'économiste et homme politique allemand Joachim Starbatty, qui prône une sortie de l'euro pour l'Allemagne et la France,,.

## Publications
- L'Euro : Comment s'en débarrasser, Grasset,  (ISBN 2246786010), 2011[12].
- Le second XXe siècle. Grasset, 2000.
- Euro Error. Algora Publishing, 1999.
- L'Erreur européenne, Grasset, 1998.
- Comparative Health Systems in Ten Industrial Countries, JAI Press, 1990.
- Politique économique : le rapport Rosa. Bonnel, 1983.
- The Economics of Trade Unions: New Analysis, Kluwer Nijhoff, 1983.
- The World Crisis in Social Security, Bonnel, 1982.
- La Répression Financière, avec Michel Dietsch, Bonnel, 1981.
- Dir., Economie des Intermédiaires Financiers, Economica, 1977.
- Avec Florin Aftalion, L'Économique retrouvée, Economica, 1977[13].

## Prix et distinctions
- 2003 : prix Renaissance de l'économie[14].